# Rabie
Rabie oder auch Rabi (arabisch ربيع, DMG Rabīʿ) ist ein männlicher arabischer Vorname, selten auch Nachname. Er bedeutet "Frühling". Außerdem ist er im Islam der Monat, in dem der Prophet Mohammed geboren wurde.

## Bekannte Namensträger

### Vorname
- Rabie Yasseen (Fußballspieler)
- Rabie Alsamir (Sänger)
- Rabie Kassari (Schauspieler)

### Familienname
- Jan Rabie (1920–2001), südafrikanischer Schriftsteller
- Johann Rabie (* 1987), südafrikanischer Radrennfahrer
- Mari Rabie (* 1986), südafrikanische Triathletin